# Alisher Dodov
Alisher Dodov (tiếng Tajik: Алишер Додов; sinh ngày 4 tháng 8 năm 1981) là một cầu thủ bóng đá Tajikistan. Anh thi đấu ở vị trí thủ môn cho Regar-TadAZ Tursunzoda và cho Đội tuyển bóng đá quốc gia Tajikistan.

## Thống kê sự nghiệp

### Quốc tế
| Đội tuyển quốc gia Tajikistan | Đội tuyển quốc gia Tajikistan | Đội tuyển quốc gia Tajikistan |
| Năm                           | Số trận                       | Bàn thắng                     |
| ----------------------------- | ----------------------------- | ----------------------------- |
| 2007                          | 3                             | 0                             |
| 2008                          | 0                             | 0                             |
| 2009                          | 1                             | 0                             |
| 2010                          | 2                             | 0                             |
| 2011                          | 2                             | 0                             |
| 2012                          | 0                             | 0                             |
| 2013                          | 1                             | 0                             |
| 2014                          | 0                             | 0                             |
| 2015                          | 3                             | 0                             |
| 2016                          | 3                             | 0                             |
| Tổng                          | 15                            | 0                             |

Thống kê chính xác đến trận đấu diễn ra ngày 13 tháng 11 năm 2016